# Tomatillo
De tomatillo (Physalis philadelphica, synoniem: Physalis ixocarpa) of Mexicaanse aardkers is een plant uit de nachtschadefamilie (Solanaceae). Het is een verwant van de goudbes (Physalis peruviana) en de echte lampionplant (Physalis alkekengi).
Het is een eenjarige plant die sterk vertakt en kruipend of opgericht is. Aan de basis is de stengel verhout. De plant groeit tot 1,8 m hoog. De afwisselend geplaatste bladeren zijn ovaal en toegespitst, aan de basis asymmetrisch wigvormig, aan de randen vaak gegolfd en tot 6,3 × 3,2 cm groot. De bloemen zitten alleenstaand in de bladoksels op tot 1 cm lange bloemstelen. De bloemkroon is geel met donkerbruine vlekken in de keel, tot 3 cm breed en wordt omgeven door een vijfslippige kelk.
De afgeronde, tot 5,5 × 6,5 cm grote bes wordt omhuld door de ingedroogde, strogele, papierachtige kelk. De bes kan rijp groen, geel, roodachtig, blauw of violet van kleur zijn. Het gele vruchtvlees is zurig of zoet, aromatisch en kruisbesachtig van smaak. De bessen bevatten vele kleine zaden.
De soort stamt waarschijnlijk uit de hooglanden van Mexico en Guatemala.

## Gebruik
De plant wordt gekweekt in het zuiden van de Verenigde Staten, Mexico, Midden-Amerika (vooral in Guatemala), het bergland van Oost-Afrika, Zuid-Afrika en op sommige plekken in India, Oost-Azië en Australië (onder andere in Queensland). De soort werd reeds door de Maya's en de Azteken gekweekt. De plant kan worden vermeerderd door middel van zaaien of stekken.
De tomatillo kan in fruitsalades of tot compote worden verwerkt. In Mexico wordt van tomatillo's en chilipepers de scherpsmakende saus salsa verde bereid. In Mexico en de Verenigde Staten worden tomatillo's ingeblikt.

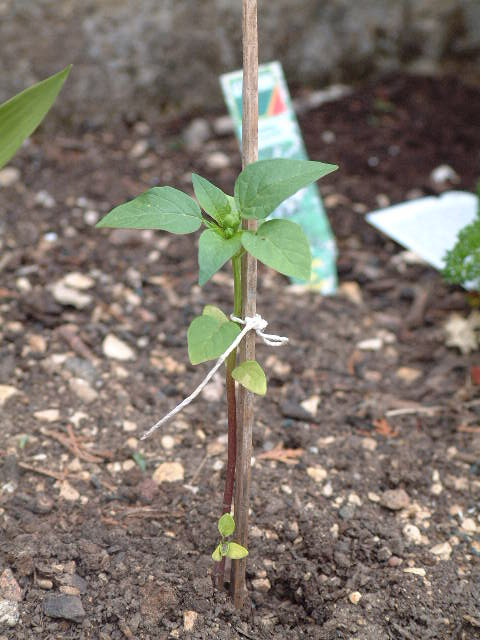
Jonge plant
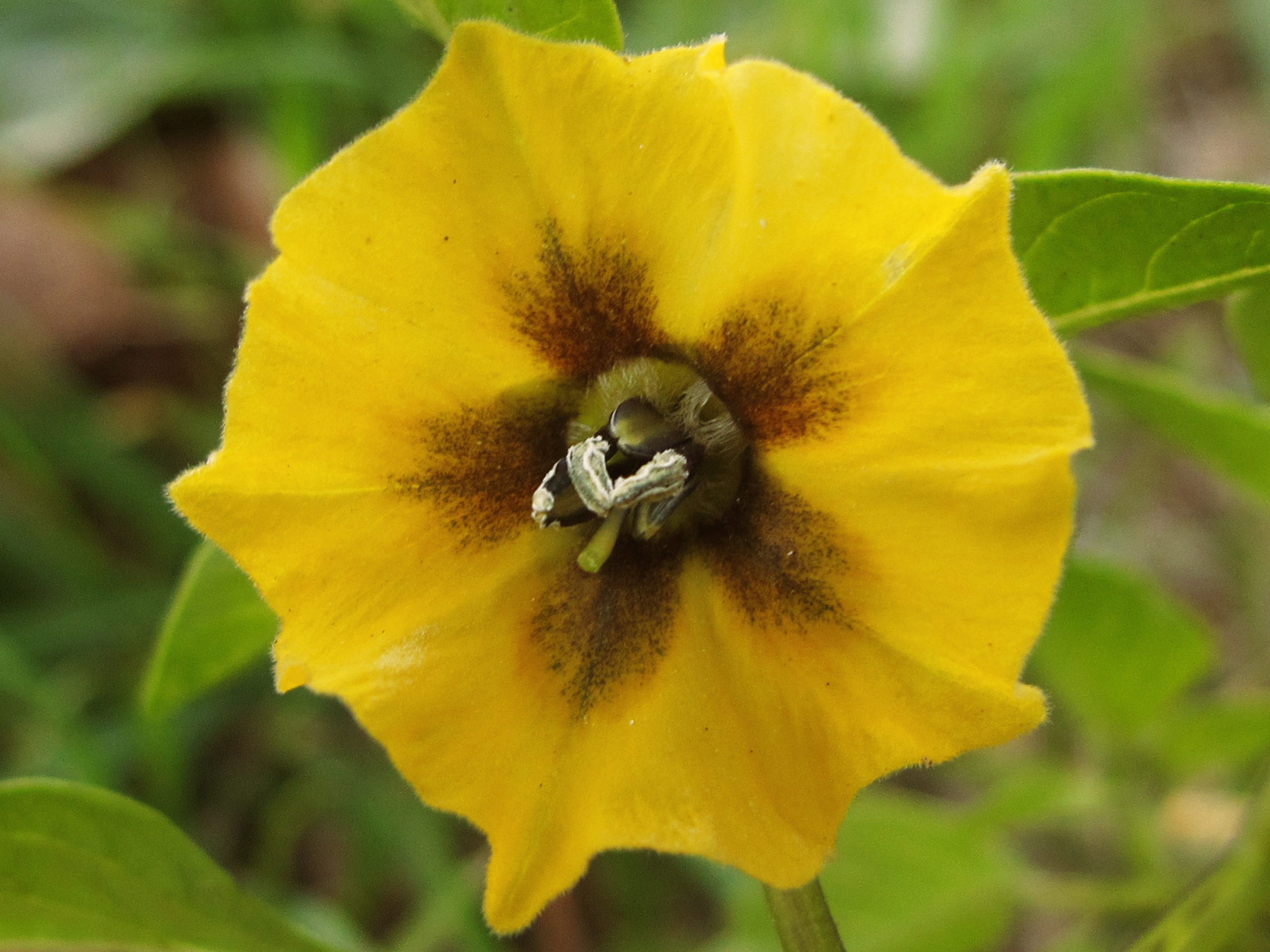
Bloem
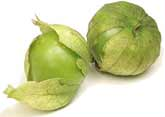
Verse kelk en vrucht
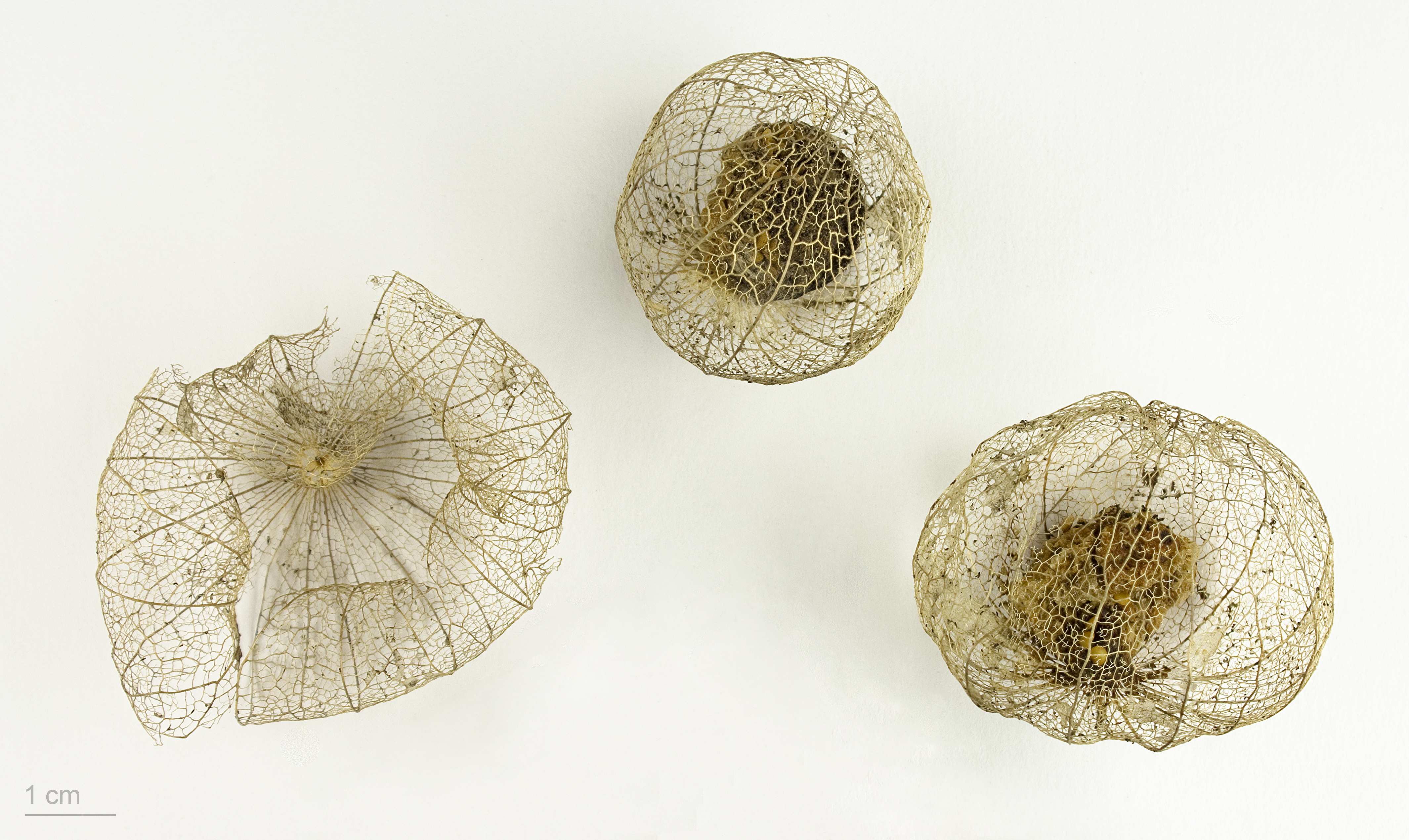
Uitgedroogde kelk en vrucht (herbariummateriaal)

... · 
P. alkekengi (Echte lampionplant) · 
P. angulata · 
P. peruviana (Goudbes) · 
P. philadelphica (Tomatillo) · 
...